# Castelló d’Empúries
Castelló d’Empúries település Spanyolországban, Girona tartományban. Castelló d’Empúries az katalóniai város katalán és a hivatalos neve, spanyolul: Castellón de Ampurias. Castelló d’Empúries Pau, Palau-saverdera, Roses, Sant Pere Pescador, Vilamacolum, Riumors, Fortià és Peralada községekkel határos. Lakosainak száma 12 163 fő (2024).

## Népesség
A település népessége az elmúlt években az alábbi módon változott:
| Lakosok száma | 1261 | 2781 | 2297 | 2009 | 3337 | 7777 | 12 111 | 11 473 | 10 906 | 12 163 |
|               | 1717 | 1887 | 1936 | 1960 | 1986 | 2004 | 2009   | 2014   | 2019   | 2024   |